# Carmen du Sautoy
Carmen du Sautoy (nacida el 26 de febrero de 1950) es una actriz británica de teatro, cine y televisión.
Du Sautoy nació en Londres. Ella ha interpretado una gran variedad de papeles con la Royal Shakespeare Company, el Royal National Theatre, en el West End londinense y en Nueva York, Tokio, Sídney, Madrid, Berlín y en muchos otros grandes teatros en todo el mundo. Ella es más conocida por el público por su papel como Saida, la seductora bailarina de vientre libanesa, en la película de James Bond de 1974 El hombre de la pistola de oro.